# Lohit (Distrikt)
Der Distrikt Lohit ist ein Distrikt im indischen Bundesstaat Arunachal Pradesh. Sitz der Distriktverwaltung ist Tezu. Der zugehörige Hierarchische Administrative Subdivision-Code (HASC) lautet: IN.AR.LH.

## Geografie
Der Distrikt Lohit liegt im Osten von Arunachal Pradesh. Der Distrikt grenzt im Nordwesten an Lower Dibang Valley, im Norden an Tibet, im Osten an Anjaw, im Süden an Changlang, im Südwesten an den Distrikt Namsai sowie im Westen an den Bundesstaat Assam. Die Fläche des Distrikts Lohit beträgt seit der Abspaltung des Distrikts Namsai noch 3591 km². Der Distrikt wird vom gleichnamigen Fluss Lohit durchflossen. Im Osten und Norden ist das Gebiet stark bewaldetes Bergland. Der Westen des Distrikts rund um Tezu liegt in einer von Flüssen durchzogenen Ebene.

## Geschichte
Das Gebiet stand jahrhundertelang nominell unter tibetischer Herrschaft. Die McMahon-Linie schlug das Gebiet Britisch-Indien zu und es wurde von Assam aus verwaltet. Da die Chinesen die Shimla-Konvention im Jahr 1914 nicht unterschrieben hatten, betrachten sie das Gebiet als Teil Tibets (Südtibet) und somit Chinas. Die Briten und danach die Inder verwalteten das Gebiet als Teil der North-East Frontier Tracts (ab 1951 North-East Frontier Agency). Es war bis 1948 Teil des Sadiya Frontier Tracts und trug nach der Ablösung des Gebiets von diesem Tract den Namen Mishmi Hills. Die südlichen Teile der Mishmi Hills wurden 1951 Teil von Assam. Bereits 1954 wurde Mishmi Hills in Lohit Frontier Division umbenannt. Seit einer weiteren Umbenennung 1965 trägt der Distrikt den heutigen Namen. Die sich widersprechenden Gebietsansprüche führten 1962 zum Indisch-Chinesischen Grenzkrieg und der kurzzeitigen Besetzung durch die Volksrepublik China. Vom Distrikt spalteten sich im Juni 1980 der Distrikt Dibang (heute Dibang Valley und Lower Dibang Valley), am 16. Februar 2004 der Distrikt Lohit und am 25. November 2014 der Distrikt Namsai ab.

## Bevölkerung

### Übersicht
Nach der Volkszählung 2011 hat der Distrikt Lohit in den heutigen Grenzen 49.776 Einwohner. Bei 13,9 Einwohnern pro Quadratkilometer ist der Distrikt sehr dünn besiedelt. Die Bevölkerungsentwicklung ist typisch für Indien. Zwischen 2001 und 2011 stieg die Einwohnerzahl um 16,2 Prozent. Der Distrikt ist eher ländlich geprägt und hat eine überdurchschnittliche Alphabetisierung. Es gibt keine Dalits (scheduled castes), aber sehr viele Angehörige der anerkannten Stammesgemeinschaften (scheduled tribes).

### Bevölkerungsentwicklung
Wie überall in Indien wächst die Einwohnerzahl im Distrikt Lohit seit Jahrzehnten stark an. Die Zunahme betrug in den Jahren 2001–2011 rund 16 Prozent (16,21 %). In diesen zehn Jahren nahm die Bevölkerung um mehr als 6900 Menschen zu. Die genauen Zahlen verdeutlicht folgende Tabelle:

### Bedeutende Orte
Insgesamt gibt es im Distrikt mit dem Hauptort Tezu nur einen Ort, der als Stadt (towns und census towns) gilt. Dennoch ist der Anteil der städtischen Bevölkerung im Distrikt eher hoch. Denn 18.184 der 49.776 Einwohner oder 36,53 % leben in städtischen Gebieten.

### Bevölkerung des Distrikts nach Geschlecht
Der Distrikt hatte seit 1981 immer mehr männliche wie weibliche Einwohner. Dies ist typisch für weite Gebiete Indiens. Der Anteil der männlichen Bevölkerung liegt aber sehr deutlich über dem indischen Durchschnitt. Grund dafür ist der hohe Anteil männlicher Personen unter den Zugewanderten. Die Verteilung der Geschlechter sieht wie folgt aus:
| Verteilung der Bevölkerung nach Geschlecht im Distrikt Lohit |                   |                   |                   |                   |                   |                   |                   |                   |
|                                                              | Volkszählung 1981 | Volkszählung 1981 | Volkszählung 1991 | Volkszählung 1991 | Volkszählung 2001 | Volkszählung 2001 | Volkszählung 2011 | Volkszählung 2011 |
| Anzahl                                                       | Anteil            | Anzahl            | Anteil            | Anzahl            | Anteil            | Anzahl            | Anteil            |                   |
| GESAMT                                                       | 19.415            | 100 %             | 34.919            | 100 %             | 42.833            | 100 %             | 49.776            | 100 %             |
| Männer                                                       | 11.389            | 58,66 %           | 20.281            | 58,08 %           | 23.351            | 54,52 %           | 26.365            | 52,97 %           |
| Frauen                                                       | 8026              | 41,34 %           | 14.638            | 41,92 %           | 19.482            | 45,48 %           | 23.411            | 47,03 %           |

### Volksgruppen
In Indien teilt man die Bevölkerung in die drei Kategorien general population, scheduled castes und scheduled tribes ein. Die scheduled castes (anerkannte Kasten) mit (2011) 0 Menschen (0,00 Prozent der Bevölkerung) werden heutzutage Dalit genannt (früher auch abschätzig Unberührbare betitelt). Die scheduled tribes sind die anerkannten Stammesgemeinschaften mit (2011) 15.920 Menschen (31,98 Prozent der Bevölkerung), die sich selber als Adivasi bezeichnen. Zu ihnen gehören in Arunachal Pradesh 104 Volksgruppen. Aufgrund der Sprache (Zahlen für die Volksgruppen sind nur bis Distriktshöhe veröffentlicht) sind die Mishmi, Adi, Lushai/Mizo und Nissi/Dafla die wichtigsten Gruppen innerhalb der anerkannten Stammesgemeinschaften im heutigen Distrikt. In den beiden Circles Sunpura und Tezu ist die ursprünglich dominierende Volksgruppe der Mishmi durch die starke Zuwanderung aus anderen Teilen Indiens zur Minderheit geworden.

### Bevölkerung des Distrikts nach Sprachen
Durch die starke Zuwanderung ist Nepali (14.032 Personen oder 28,19 %) die weitverbreitetste Sprachgruppe geworden. Das ursprünglich dominierende Mishmi liegt mit 11.957 Muttersprachlern oder 24,02 % der Einwohnerschaft nur noch an zweiter Stelle. Sehr stark vertreten sind die Sprachgruppen Hindi (mit Bhojpuri, Hindi und Sadan/Sadri; 8162 Personen oder 16,40 %), Bengali (4526 Personen oder 9,09 %), Assami (2691 Muttersprachler oder 5,41 %) und Adi (mit Adi, Talgalo und Gallong; 1430 Personen oder 2,83 %). Kleinere Sprachminderheiten sind Odia (860 Personen oder 1,73 %), Tibetisch (854 Personen oder 1,72 %), Lushai/Mizo (648 Personen oder 1,30 %) und Nissi/Dafla (mit Apatani, Nissi/Dafla und Tagin; 567 Personen oder 1,14 %).
Nepali (mit Anteilen zwischen 27,34 und 34,47 % in den Circles), Mishmi (mit Anteilen zwischen 18,75 und 39,94 % in den Circles) und Hindi (mit Anteilen zwischen 8,08 und 19,16 % in den Circles) haben in allen drei Circle hohe Anteile. Die anderen Sprachminderheiten haben ihre Hochburg im Circle Tezu. Die Verteilung der Einzelsprachen sieht wie folgt aus:
| Jahr                                   | Nepali | Nepali  | Mishmi | Mishmi  | Bengali | Bengali | Bhojpuri | Bhojpuri | Hindi | Hindi  | Assami | Assami | Adi  | Adi    | Oriya | Oriya  | Tibetisch | Tibetisch | Gesamt | Gesamt   |
| Jahr                                   | Zahl   | %       | Zahl   | %       | Zahl    | %       | Zahl     | %        | Zahl  | %      | Zahl   | %      | Zahl | %      | Zahl  | %      | Zahl      | %         | Zahl   | %        |
| -------------------------------------- | ------ | ------- | ------ | ------- | ------- | ------- | -------- | -------- | ----- | ------ | ------ | ------ | ---- | ------ | ----- | ------ | --------- | --------- | ------ | -------- |
| 2011                                   | 14.027 | 28,18 % | 6439   | 12,94 % | 4476    | 8,99 %  | 3922     | 7,88 %   | 3274  | 6,58 % | 2682   | 5,39 % | 885  | 1,78 % | 860   | 1,73 % | 707       | 1,42 %    | 49.776 | 100,00 % |
| Quelle: Ergebnis der Volkszählung 2011 |        |         |        |         |         |         |          |          |       |        |        |        |      |        |       |        |           |           |        |          |

### Bevölkerung des Distrikts nach Bekenntnissen
Der Distrikt ist religiös sehr gemischt, hat aber eine hinduistische Bevölkerungsmehrheit. In allen drei Circles sind die Hindus mit Anteilen zwischen 73,93 und 84,50 % eine deutliche Mehrheit. Die Christen haben ihre Hochburg im Circle Sunpura mit 9,15 % Bevölkerungsanteil und die Buddhisten im Circle Tezu mit 7,68 %. Im Circle Wakro sind die Ethnischen Religionen mit 11,09 % Bevölkerungsanteil überdurchschnittlich vertreten. Die genaue religiöse Zusammensetzung der Bevölkerung zeigt folgende Tabelle:
| Jahr                                   | Buddhisten | Buddhisten | Christen | Christen | Hindus | Hindus  | Jainas | Jainas | Muslime | Muslime | Sikhs | Sikhs  | Andere | Andere | keine Angaben | keine Angaben | Gesamt | Gesamt   |
| Jahr                                   | Zahl       | %          | Zahl     | %        | Zahl   | %       | Zahl   | %      | Zahl    | %       | Zahl  | %      | Zahl   | %      | Zahl          | %             | Zahl   | %        |
| -------------------------------------- | ---------- | ---------- | -------- | -------- | ------ | ------- | ------ | ------ | ------- | ------- | ----- | ------ | ------ | ------ | ------------- | ------------- | ------ | -------- |
| 2011                                   | 3296       | 6,62 %     | 3913     | 7,86 %   | 38.411 | 77,17 % | 34     | 0,07 % | 2011    | 4,04 %  | 126   | 0,25 % | 1912   | 3,84 % | 73            | 0,15 %        | 49.776 | 100,00 % |
| Quelle: Ergebnis der Volkszählung 2011 |            |            |          |          |        |         |        |        |         |         |       |        |        |        |               |               |        |          |

## Bildung
Trotz bedeutender Anstrengungen ist das Ziel der vollständigen Alphabetisierung noch weit entfernt. Während beinahe 8 von 9 Männern in den städtischen Gebieten lesen und schreiben können, liegt der Alphabetisierungsgrad der Frauen auf dem Land bei knapp über 55 %. Dies zeigt die folgende Tabelle:
| Alphabetisierung im Distrikt Lohit     |                   |                   |
| Einheit                                | Volkszählung 2011 | Volkszählung 2011 |
| Einheit                                | Anzahl            | Anteil            |
| GESAMT                                 | 30.753            | 72,05 %           |
| Männer                                 | 17.929            | 78,93 %           |
| Frauen                                 | 12.824            | 64,23 %           |
| STADT GESAMT                           | 13.504            | 83,98 %           |
| Stadt-Männer                           | 7658              | 88,29 %           |
| Stadt-Frauen                           | 5846              | 78,94 %           |
| LAND GESAMT                            | 17.249            | 64,84 %           |
| Land-Männer                            | 10.271            | 73,15 %           |
| Land-Frauen                            | 6978              | 55,56 %           |
| Quelle: Ergebnis der Volkszählung 2011 |                   |                   |

## Verwaltung
Der heutige Distrikt ist in die drei Circles (Kreise) Sunpura, Tezu und Wakro unterteilt.